# Rio Authie
O rio Authie é um rio localizado no norte de França, que desagua no canal da Mancha após percorrer os departamentos de Pas-de-Calais e Somme.

## Departamentos e comunas atravessados
O rio Authie atravessa 2 departamentos e 45 comunas, entre as quais:
- Pas-de-Calais (62) : Beauvoir-Wavans, Auxi-le-Château, Labroye, Groffliers, Berck.
- Somme (80): Coigneux, Authie, Doullens, Hem-Hardinval, Boufflers, Dompierre-sur-Authie, Argoules, Nampont, Quend, Fort-Mahon-Plage.